# Saison 4 de 13 Reasons Why
 (février 2025).
Si vous disposez d'ouvrages ou d'articles de référence ou si vous connaissez des sites web de qualité traitant du thème abordé ici, merci de compléter l'article en donnant les références utiles à sa vérifiabilité et en les liant à la section « Notes et références ».
Chronologie
Saison 3
Cet article présente le guide des épisodes de la quatrième et dernière saison de la série télévisée américaine 13 Reasons Why.

## Distribution

### Acteurs principaux
- Dylan Minnette (VF : Gauthier Battoue) : Clay Jensen
- Grace Saif (VF : Edwige Lemoine) : Amorowat Anysia « Ani » Achola
- Christian Navarro (VF : Rémi Caillebot) : Tony Padilla
- Alisha Boe (VF : Flora Kaprielian) : Jessica Davis
- Brandon Flynn (VF : Garlan Le Martelot) : Justin Foley
- Miles Heizer (VF : Arnaud Laurent) : Alexander « Alex » Standall
- Ross Butler (VF : Benjamin Gasquet) : Zachary « Zach » Dempsey
- Devin Druid (VF : David Dos Santos) : Tyler Down
- Justin Prentice (VF : Maxime Baudouin) : Bryce Walker
- Timothy Granaderos (VF : Romain Altché) : Montgomery de la Cruz
- Deaken Bluman (VF : Benjamin Bollen) : Winston Williams
- Amy Hargreaves (VF : Pamela Ravassard) : Lainie Jensen
- Tyler Barnhardt (VF : Antoine Fonck) : Charlie St. George
- Jan Luis Castellanos (VF : Simon Koukissa) : Diego Torres
- Mark Pellegrino (VF : Didier Cherbuy) : shériff Bill Standall
- Gary Sinise (VF : Bernard Gabay) : Dr Robert Ellman

### Acteurs récurrents
- Josh Hamilton (VF : Frédéric Popovic) : Matt Jensen
- Steven Weber (VF : Michel Laroussi) : le principal Gary Bolan
- Inde Navarrette (VF : Alexia Papineschi) : Estela de la Cruz
- Joseph C. Phillips (VF : Pascal Germain) : Greg Davis
- R.J. Brown (VF : Jeff Esperansa) : Caleb
- Anne Winters (VF : Céline Legendre-Herda) : Chloé Rice
- Bryce Cass (VF : Julien Allouf) : Cyrus
- Reed Diamond (VF : Gérard Darier) : Hansen Foundry
- Meredith Monroe (VF : Annie Kavarian) : Carolyn Standall
- Benito Martinez (VF : Emmanuel Gradi) : Shérif Diaz
- Austin Aaron (VF : Tristan Le Doze) : Luke Holliday
- Brandon Scott (VF : Jean-Michel Vaubien) : Coach Kerba
- Matt Passmore (VF : Yannick Blivet) : Shérif Ted
- Yadira Guevara-Prip (VF : Pauline Ziadé) : Valerie Diaz

### Invités
- Nana Mensa (VF : Marie Bouvier) : Amara Josephine Achola (épisode 1)
- Brandon Butler (VF : Alexis Baudry) : Scott Reed (épisode 1 et 10)
- Brenda Strong (VF : Juliette Degenne) : Nora Walker (épisode 7)
- Katherine Langford (VF : Florine Orphelin) : Hannah Baker (épisode 10)
- Michele Selene Ang (VF : Claire Baradat) : Courtney Crimsen (épisode 10)
- Tommy Dorfman (VF : Vincent de Bouard) : Ryan Shaver (épisode 10)

## Épisodes

### Épisode 8:Admis ou rejetés
Le shérif Diaz révèle à Clay et Tony que Tyler avait aidé la police en tant qu'informateur afin d'attraper des trafiquants d'armes. À la suite des entretiens avec les universités, Jessica est refusée par trois écoles, dont Columbia, tandis qu'Alex et Justin reçoivent respectivement des lettres d'acceptation de Berkeley et de l'Occidental College.
À l'école, Jessica révèle qu'elle a aidé le directeur Bolan à mettre en place le dispositif de sécurité, ce qui convainc encore plus Estella qu'elle ment sur ce qui est arrivé à Monty. Après avoir boxé et mis KO un néo-nazi, Tony se voit offrir une bourse d'études complète à l'université du Nevada. Après avoir vu Jessica embrasser Diego, Justin rompt avec elle. Clay découvre que ses parents se sont rendus à des réunions à son école, où tous les parents ont pour instruction de suivre les agissements de leurs enfants via des smartphones.

### Épisode 10:La remise des diplômes
- Katherine Langford (Hannah Baker)
- Michele Selene Ang (Courtney Crimsen)
- Tommy Dorfman (Ryan Shaver)

À la suite de l'effondrement de Justin au bal de fin d'année, on lui diagnostique le sida à cause de sa consommation de drogue et de sa prostitution, ce qui entraîne un cas terminal de pneumonie et de méningite. Justin finit par mourir de cette maladie, laissant ses amis et les parents de Clay inconsolables. 
Clay fait une dépression et tente de se suicider par la police mais en est dissuadé par le shérif Diaz, qui décide ensuite de clore définitivement l'enquête sur la mort de Bryce, même s'il soupçonne la vérité. Clay est invité à prononcer le discours de remise des diplômes tandis que la famille de Tony et Caleb encouragent Tony à aller à l'université. 
Lors de la célébration qui suit la remise des diplômes, Clay imagine Justin, Hannah et Bryce présents, puis s'imagine discuter Justin dans sa chambre, qui l'encourage à pardonner à Bryce. Il rencontre ensuite Heidi, une nouvelle étudiante de l'université de Brown impressionnée par son discours, qui lui dit avoir été l'amie d'Hannah à Ridgeview High, et ils prévoient d'aller prendre un café. 